# Sparganium stoloniferum
Sparganium stoloniferum är en kaveldunsväxtart som först beskrevs av Buch.-ham. och Karl Otto Robert Peter Paul Graebner, och fick sitt nu gällande namn av Buch.-ham. och Sergei Vasilievich Juzepczuk. Sparganium stoloniferum ingår i släktet igelknoppar, och familjen kaveldunsväxter.

## Underarter
Arten delas in i följande underarter:
- S. s. choui
- S. s. stoloniferum